# Coelorinchus multispinulosus
Coelorinchus multispinulosus är en fiskart som beskrevs av Masao Katayama 1942. Coelorinchus multispinulosus ingår i släktet Coelorinchus och familjen skolästfiskar. Inga underarter finns listade i Catalogue of Life.